# Ergi Kırkın
Ergi Kırkın (* 27. Januar 1999 in Ankara) ist ein türkischer Tennisspieler.

## Karriere
Kırkın spielte bereits auf der ITF Junior Tour erfolgreich Tennis, so nahm er von 2016 bis 2017 an allen Junior-Grand-Slam-Turnieren einmal teil. 2016 in Wimbledon erreichte er im Doppel mit dem Viertelfinale sein bestes Resultat. In der Junior-Weltrangliste war der 20. Rang Anfang 2017 seine höchste Position.
Ab 2015 spielte der Türke erste Profiturniere und tritt dabei fast ausschließlich bei Turnieren in seinem Heimatland, der Türkei, an. Bis 2017 spielte er dabei nur auf der drittklassigen ITF Future Tour und erreichte auf dieser maximal das Halbfinale. 2015 in Trnava nahm er außerdem an der Qualifikation eines Challengers teil, der höherdotierten Turnierkategorie. Im Doppel stand er bei demselben Turnier sogar im Hauptfeld. 2017 konnte er sich erstmals in der Weltrangliste platzieren. 2018 bekam er für die Einzel-Qualifikation sowie das Doppelfeld der Antalya Open eine Wildcard. Während er im Doppel, mit Koray Kırcı, chancenlos war, gelang ihm im Einzel gegen Radu Albot aus Moldawien ein Achtungserfolg. Er besiegte den Top-100-Spieler in drei Sätzen, doch scheiterte im Entscheidungsmatch ums Hauptfeld. Im August 2018 erreichte Kırkın sein erstes Future-Finale. Im selben Monat stand er im Einzel mit Rang 653 und im Doppel mit Rang 868 jeweils auf einem neuen Karrierehoch.

## Erfolge
| Legende (Anzahl der Siege)  |
| Grand Slam                  |
| ATP Finals                  |
| ATP World Tour Masters 1000 |
| ATP Tour 500                |
| ATP Tour 250                |
| ATP Challenger Tour (1)     |

### Einzel

#### Turniersiege
| Nr. | Datum       | Turnier      | Belag | Finalgegner           | Ergebnis |
| --- | ----------- | ------------ | ----- | --------------------- | -------- |
| 1.  | 5. Mai 2024 | Porto Alegre | Sand  | Daniel Dutra da Silva | 6:3, 7:5 |